# ベイビー・ラブ (映画)
『ベイビー・ラブ』（仏: Comme les autres, 英: Baby Love）は、 2008年に製作されたフランスの映画。
日本では、2009年7月17日に第18回東京国際レズビアン&ゲイ映画祭で初上映された。

## キャスト
- マヌ：ランベール・ウィルソン
- フィナ：ピラール・ロペス・デ・アジャラ
- キャシー：アンヌ・ブロシェ
- エリック・エブアニー
- ナデージュ・ボーソン＝ディアーニュ
- フィリップ：パスカル・エルブ（フランス語版）
- カトリーヌ・エラルディ（フランス語版）
- エロディ・フランク